# Hamish Watson
Hamish Fergus W. Watson (Mánchester, 15 de octubre de 1991) es un jugador británico de rugby que se desempeña como flanker y juega en el Edinburgh Rugby del euro–sudafricano Pro14. Es internacional con el XV del Cardo desde 2015.

## Selección nacional
Nacido en Inglaterra, gracias a sus abuelos, tuvo permitido jugar para Escocia. Ha representado a la selección juvenil y a Escocia Seven.
Vern Cotter lo seleccionó al XV del Cardo para disputar el Torneo de las Seis Naciones 2015 y debutó contra la Azzurri. Luego es convocado para enfrentar nuevamente a Italia en la ventana media de 2015, no volvería a ser llamado sino hasta más de un año después, en la ventana final de 2016 donde si demostró su gran nivel ante los Wallabies y los Pumas; desde allí se ha convertido en un indiscutido titular de su selección.
Recientemente fue seleccionado para la ventana final de 2018. Hasta el momento lleva 20 partidos jugados y 10 puntos marcados, productos de dos tries.

## Palmarés y distinciones notables
- Seleccionado por los British and Irish Lions para la gira de 2021 en Sudáfrica [3]